# حبوب مجهولة
«حبوب مجهولة» هو برنامج من اثنتي عشرة خطوة تأسس في عام 1972 لمن يسعى إلى التعافي من إدمان العقاقير التي تصرف بوصفة طبية. صُمم برنامج حبوب مجهولة بنحو وثيق جدًا بعد برنامج الكحولي المجهول، مع أن كلًا من المجموعتين غير تابعة للأخرى.
يستخدم البرنامج كتاب بعنوان «يوجد حل: الاثنتا عشرة خطوة والاثنا عشر تقليدًا للحبوب المجهولة»، الذي أُنشأ نصًا مشتركًا ودليلًا دراسيًا لمدمني الحبوب لاستخدامه في تعافيهم، ولتعزيز فهمهم، وتطبيقه في حياتهم اليومية. نُشر الكتاب في أغسطس عام 2013.
اعتبارًا من عام 2013، يحضر آلاف من أعضاء مدمني الحبوب المجهولة في الولايات المتحدة وكندا ودول أخرى أكثر من 60 اجتماعًا في الأسبوع. وتوجد اجتماعات عبر الإنترنت أيضًا.

## البرنامج
الشرط الوحيد للعضوية هو الرغبة في التوقف عن تناول الحبوب، ويجتمع الأعضاء بانتظام لمساعدة بعضهم بعضًا على البقاء نظيفين، إذ يجري تعريف «النظافة» على أنها الامتناع التام عن جميع المواد التي تغير المزاج والعقل، متضمنةً الكحول. إن عضوية البرنامج مجانية، ولا توجد مستحقات أو رسوم. أساس البرنامج هو الاثنتي عشرة خطوة والإثني عشر تقليدًا.
البرنامج ليس له رأي في القضايا الخارجية، متضمنةً السياسة، أو العلوم، أو الطب، ولا يؤيد أي منظمة أو مؤسسة خارجية. لا تروج الزمالة لنفسها، بل تجذب أعضاءً جددًا عبر نشر المعلومات العامة والتوعية.
تزود مجموعات البرنامج وخدماته العالمية المنظمات الخارجية بمعلومات واقعية تتعلق ببرنامج الحبوب المجهولة، ويمكن للأعضاء حمل رسالة البرنامج إلى المستشفيات والمؤسسات، مثل مراكز العلاج.
توفر «الحبوب المجهولة» برنامجًا للتعافي الذي لا يؤدي فقط إلى التحرر من إدمان الحبوب، بل يمكن أن يؤدي إلى أسلوب حياة جديد أكثر صحة، وسعادة، وإنتاجية، وإرضاء، أكثر من الحياة التي عاشها مدمن الحبوب سابقًا.

### طبيعة الإدمان
يصف البرنامج الإدمان بأنه مرض تدريجي ليس له علاج معروف، ويؤثر في كل جانب من جوانب حياة مدمن الحبوب: الجسدية، والعقلية، والعاطفية، والروحية. يقترح البرنامج أنه يمكن إيقاف مرض الإدمان، والشفاء أيضًا عبر العمل على برنامج «اثنتي عشرة خطوة». لا يجري ذكر المخدرات أو تعاطي المخدرات قط، بل يشيرون إلى الإدمان على الحبوب وجميع المواد الأخرى التي تغير العقل، للإشارة إلى أن مدمني الحبوب يعانون من المرض الذي يعد تعاطي الحبوب أحد أعراضه. تشمل الأعراض الأخرى الهوس، والإكراه، والإنكار، والخوف المتمركز حول الذات.
يأتي العديد من مدمني الحبوب أولًا إلى البرنامج بعد الوصول إلى القاع في حياتهم، وهي النقطة التي يشعر عندها الشخص بأن الحياة لا يمكن السيطرة عليها تمامًا. وتتميز أحيانًا بالبطالة، والإهمال، والانهيار، وتتركز حول الحصول على الحبوب واستخدامها وإيجاد طرائق ووسائل للحصول على المزيد منها. يصل كل عضو إلى قاع مختلف، يمكن أن يكون حيثما يختار مدمن الحبوب التوقف عن التعاطي. من الناحية العملية، إن استخدام الحبوب والعواقب الشديدة المرتبطة بتعاطيها هي التي تدفع معظم مدمني الحبوب إلى القاع، والعديد منهم ينزلق على طول هذا القاع لسنوات عديدة، وغالبًا لا يجد مخرجًا أبدًا.

## اجتماعات
تكون الاجتماعات منتظمة، وتستضيفها مجموعات البرنامج، وهي الوحدة الأساسية لزمالة برنامج الحبوب المجهولة. تُعقد اللقاءات في أماكن متنوعة، مثل غرف اجتماعات الكنيسة، أو الكنيس (معبد اليهود)، أو المكتبات، أو المستشفيات، أو المراكز المجتمعية، أو الحدائق، أو أي مكان آخر يمكن أن يستوعب اجتماعًا.
يفهم الأعضاء الذين يحضرون الاجتماع نفسه بانتظام لإنشاء شبكة استرداد وروتين موثوق أن هذا هو المسكن الجماعي الخاص بهم. يمكن للأعضاء المشاركة في أعمال المجموعة، ولعب دور مهم في تحديد كيفية إجراء اجتماعات المجموعة.

### التنسيقات الخاصة بالاجتماع
يوجد نوعان أساسيان من الاجتماعات، مفتوح ومغلق. يُرحب بأي شخص لحضور اجتماع مفتوح، في حين أن الاجتماعات المغلقة تقتصر على مدمني الحبوب والأشخاص الذين يعتقدون أن لديهم مشكلة مع المخدرات.
تختلف تنسيقات الاجتماعات، ولكنها غالبًا ما تتضمن وقتًا مخصصًا للقراءة بصوت عالٍ من أدبيات پي إي (Pills Anonymous) المتعلقة بالقضايا التي ينطوي عليها عيش الحياة النظيفة والرصينة، التي كُتبت بوساطة (ومن أجل) أعضاء پي إي، وتتضمن العديد من الاجتماعات أيضًا مكون المشاركة المفتوحة، إذ تتاح الفرصة لأي شخص إمكانية الحضور. لا توجد عادةً تعليقات مباشرة في أثناء المشاركة، وبالتالي يتحدث شخص واحد فقط في أي وقت خلال هذا الجزء من الاجتماع. تختار بعض المجموعات استضافة متحدث واحد (عادًة ما يشار إلى هذه الاجتماعات باجتماعات المتحدث) للمشاركة في غالبية وقت الاجتماع.
تتضمن تنسيقات الاجتماعات الأخرى دائرة-روبن (إذ تدور المشاركة في دائرة أو يختار كل متحدث الشخص التالي للمشاركة). تركز بعض الاجتماعات على القراءة، والكتابة، و/أو المشاركة حول إحدى الخطوات الاثنتي عشرة أو جزء آخر من مؤلفات پي إي. بعض الاجتماعات هي اجتماعات الاحتياجات المشتركة (تُعرف أيضًا باسم الاهتمامات الخاصة)، إذ تدعم مجموعة معينة من الأشخاص على أساس الجنس، أو الهوية الجنسية، أو العمر، أو اللغة، أو أي ميزة أخرى. هذه الاجتماعات ليست إقصائية، إذ يُرحب بأي شخص يرغب في التوقف عن تناول الحبوب في أي اجتماع للحبوب المجهولة.
تخصص بعض المجموعات في أثناء الاجتماع وقتًا للإعلانات المتعلقة بالبرنامج، والعديد من الاجتماعات تخصص وقتًا للتعرف على الذكرى السنوية أو أعياد الميلاد لمرور وقت على التعافي. وفي بعض المناسبات السنوية، يجري توزيع الميداليات، التي تشير إلى كميات مختلفة من الوقت النظيف، على أولئك الذين حققوا تلك المعالم. في بعض المناطق، سيكون مدمن الحبوب الذي يحتفل بالذكرى السنوية قادرًا على إجراء قراءات للاجتماع، وسيكون المتحدث الذي يحمل رسالة البرنامج. بعد ذلك، سيقدم كفيله أو صديقه أو أحد أفراد أسرته ميدالية، وفي ذلك الوقت سيشارك مقدم العرض بعض إنجازاته من العام الماضي، أو من طريق الدورة الكاملة في تعافيه. ويستطيع مدمن الحبوب الذي يحتفل بذكراه السنوية مشاركة تجربته، وقوته، وأمله مع المجموعة حول كيفية تحقيقهم لمرحلة التعافي.
كل مجموعة ليس لديها سوى هدف أساسي واحد، وهو نقل الرسالة إلى المدمن الذي ما زال يعاني (التقليد الخامس للحبوب المجهولة). لذا، يعد الوافد الجديد هو الشخص الأكثر أهمية في أي اجتماع. رسالة البرنامج هي الأمل: توجد طريقة أخرى للعيش، ويمكننا أن نتعافى يومًا بعد يوم من إدماننا.